# Episodi di Mercy
La prima e unica stagione della serie televisiva Mercy è stata trasmessa negli Stati Uniti dal canale NBC dal 23 settembre 2009 al 12 maggio 2010.
La decisione di cancellare la serie e non produrne una seconda stagione è stata comunicata ufficialmente dalla NBC il 14 maggio 2010.
In Italia la serie è stata trasmessa in prima visione dal 3 settembre 2010 su Mya, della piattaforma Mediaset Premium.
| nº | Titolo originale                                          | Titolo italiano           | Prima TV USA      | Prima TV Italia   |
| -- | --------------------------------------------------------- | ------------------------- | ----------------- | ----------------- |
| 1  | Can We Get That Drink Now?                                | Una brava infermiera      | 23 settembre 2009 | 3 settembre 2010  |
| 2  | I Believe You Conrad                                      | Il peso dei ricordi       | 30 settembre 2009 | 3 settembre 2010  |
| 3  | Hope You're Good, Smiley Face                             | Vite salvate              | 7 ottobre 2009    | 10 settembre 2010 |
| 4  | Pulling the Goalie                                        | Voglio un figlio!         | 14 ottobre 2009   | 10 settembre 2010 |
| 5  | You Lost Me With The Cinder Block                         | Il sonnambulo             | 21 ottobre 2009   | 17 settembre 2010 |
| 6  | The Last Thing I Said Was                                 | La forza di combattere    | 4 novembre 2009   | 17 settembre 2010 |
| 7  | Destiny, Meet My Daughter, Veronica                       | La compagna del liceo     | 11 novembre 2009  | 24 settembre 2010 |
| 8  | I'm Not That Kind of Girl                                 | In guerra contro la morte | 18 novembre 2009  | 24 settembre 2010 |
| 9  | Some of Us Have Been to the Desert                        | Allarme per il Dr. Harris | 9 dicembre 2009   | 1º ottobre 2010   |
| 10 | I Saw This Pig and I Thought of You                       | La malattia dell'anima    | 6 gennaio 2010    | 1º ottobre 2010   |
| 11 | We're All Adults                                          | Proposta di matrimonio    | 13 gennaio 2010   | 8 ottobre 2010    |
| 12 | Wake Up, Bill                                             | Il risveglio              | 20 gennaio 2010   | 8 ottobre 2010    |
| 13 | Can We Talk About the Gigantic Elephant in the Ambulance? | Il nuovo primario         | 3 febbraio 2010   | 15 ottobre 2010   |
| 14 | I Have a Date                                             | Sola con la paura         | 10 febbraio 2010  | 15 ottobre 2010   |
| 15 | I Did Kill You, Didn't I?                                 | Una voce dentro           | 3 marzo 2010      | 22 ottobre 2010   |
| 16 | I'm Fine                                                  | La scelta di Lauren       | 10 marzo 2010     | 22 ottobre 2010   |
| 17 | There is No Room For You on My Ass                        | Un aiuto per Veronica     | 17 marzo 2010     | 29 ottobre 2010   |
| 18 | Of Course I'm Not                                         | La verità fa schifo!      | 24 marzo 2010     | 29 ottobre 2010   |
| 19 | There is No Superwoman                                    | Superwoman non esiste     | 21 aprile 2010    | 5 novembre 2010   |
| 20 | We All Saw This Coming                                    | Lo spacciatore            | 28 aprile 2010    | 5 novembre 2010   |
| 21 | Too Much Attitude and Not Enough Underwear                | Contro il parere          | 5 maggio 2010     | 12 novembre 2010  |
| 22 | That Crazy Bitch was Right                                | Una nuova vita            | 12 maggio 2010    | 12 novembre 2010  |

## Una brava infermiera
- Titolo originale: Can We Get That Drink Now?
- Diretto da: Adam Bernstein
- Scritto da: Liz Heldens

### Trama
Veronica Callahan, infermiera del Mercy Hospital dove torna dopo un anno trascorso in guerra, spesso va incontro a richiami da parte dei suoi superiori in quanto prevale sempre la sua voglia di aiutare i pazienti anche andando contro l'etica dell'ospedale. Oltre i problemi lavorativi, Veronica si trova costretta a dover affrontare i problemi con il suo ex marito, Mike Callahan, che non la vuole lasciare e, a sua insaputa, vede tornare in ospedale il dottor Chris Sands, dottore con cui ha avuto una relazione in Iraq che è ancora innamorato di lei. Insieme a lei, lavora la sua migliore amica, Sonia che è in continua ricerca dell'amore. Al loro duo, si unisce poi una nuova infermiera, Chloe, giovane e sprovveduta ragazza che ancora è troppo ingenua e buona di cuore.

## Il peso dei ricordi
- Titolo originale: I Believe You Conrad
- Diretto da: Adam Kane
- Scritto da: Liz Heldens

### Trama
Veronica si convince a riprovare a costruire qualcosa con Mike dopo che quest'ultimo l'ha portata a vedere la casa che sta costruendo per loro. Al lavoro, Veronica prova a mettere in chiaro la situazione con il dottor Sands proponendogli di rimanere amici, nonostante ciò sia molto difficile, visti anche i sentimenti che li lega. Intanto, Sonia si trova di fronte a una paziente senza nome che ha bisogno di cure. Nel curarla, Sonia si imbatte in un poliziotto, Nick Valentino, che la aiuta a scoprire chi sia la ragazza. Tra i due nasce subito qualcosa. Chloe invece, facendo prevalere sempre la sua bontà d'animo, si occupa dei pazienti a cui tutti gli altri hanno rinunciato.

## Vite salvate
- Titolo originale: Hope You're Good, Smiley Face
- Diretto da: Adam Bernstein
- Scritto da: Toni Graphia

### Trama
Un locale prende fuoco e tutti i ragazzi al suo interno vengono portati al Mercy Hospital dove però, purtroppo, muoiono tutti, eccetto una ragazza. L'indomani, quando la ragazza si sveglia, Veronica si trova a parlare con lei e realizza così che, come la sua paziente, anche lei ha bisogno di qualcuno che l'aiuti. Intanto, Chloe si rende conto che gli altri non la rispettano e chiede così aiuto alle sue due nuove amiche per cambiare look. Sonia, insieme agli altri colleghi, vede arrivare il dottor Harris con una bellissima donna bionda, cosa che li insospettisce.

## Voglio un figlio!
- Titolo originale: Pulling the Goalie
- Diretto da: Lawrence Trilling
- Scritto da: Peter Elkoff

### Trama
Mike e Veronica, dopo la loro convivenza, decidono di avere un bambino. In ospedale, il dottor Sands viene a conoscenza dei propositi di Veronica, e stupito dalla cosa, prova a dissuadere la donna. Intanto, Veronica, cerca di aiutare un barbone che scopre essere poi un veterano di guerra. Intanto, Sonia sempre più coinvolta nella sua relazione con Nick, comincia a scontrarsi con i pro e i contro di questa relazione e, nel mentre, si occupa di una coppia con dei problemi di coppia. Chloe, lavorando a fianco del dottor Sands per curare un ragazzo vittima di un'ustione al viso, finisce per avere una cotta per il dottore e, staccato, i due finiscono per uscire insieme ma quando stanno per cedere alla passione, il dottore si ferma confessando di amare Veronica.

## Il sonnambulo
- Titolo originale: You Lost Me With the Cinder Block
- Diretto da: Allan Arkush
- Scritto da: Dan Dworkin e Jay Beattie

### Trama
Durante la festa per l'inaugurazione della loro casa, Mike e Veronica annunciano alla famiglia di volere un bambino e, nel mentre, una donna incinta, finisce in ospedale subito dopo un incidente avuto con il marito. Intanto, Sonia si trova a combattere con un nuovo paziente sonnambulo al quale non è possibile curare l'insonnia e, per risolvere i suoi problemi, Sonia decide di dargli il cane preso in custodia da Nick, così che il ragazzo possa vivere da solo con qualcuno che gli faccia da guardia. Chloe viene invitata dal fratello di Veronica a trascorrere una giornata con i pompieri. Mentre sono in pausa, Chloe parla con il fratello e si lascia sfuggire che la donna in Iraq ha avuto una storia con il dottor Sands. Subito dopo, i vigili del fuoco rispondono a una chiamata e giunti sul posto, Chloe trova distesa sul pavimento, la donna bionda che stava con il dottor Harris., che altro non è che sua moglie. Mentre l'ambulanza corre in ospedale, Veronica viene convocata per un richiamo fattole dal dottor Harris e mentre sono nel bel mezzo della riunione, viene chiamata per un'emergenza e se ne va. Arrivati all'entrata del pronto soccorso, tutti si trovano intorno alla moglie del dottor Harris e, quando tutti hanno deciso di lasciarla morire, Veronica continua a provare a farla riprendere fino a quando non è il dottor Harris a bloccarla e a dichiarare l'ora del decesso.

## La forza di combattere
- Titolo originale: The Last Thing I Said Was
- Diretto da: Lawrence Trilling
- Scritto da: Gretchen J. Berg e Aaron Harberts

### Trama
La storia tra Veronica e il dottor Sands viene a galla e ora Veronica non sa se dirlo o meno a Mike. Intanto, Sonia è molto preoccupata perché ha sentito di una sparatoria e non ha notizie di Nick. Intanto, Chloe viene contattata dal suo ex fidanzato che, arrivato in città, vorrebbe incontrarla. Finito l'orario di lavoro, Sonia trova ad aspettarla fuori Nick e, rincuorata, gli dà il suo spazzolino per mostrargli il suo amore. Chloe incontra il suo ex che le annuncia le sue prossime nozze lasciandola attonita. Veronica raggiunge Mike a una grigliata ma l'uomo scopre la sua relazione in Iraq e, sconvolto, la manda via cacciandola da casa loro.

## La compagna del liceo
- Titolo originale: Destiny, Meet My Daughter, Veronica
- Diretto da: Martha Mitchell
- Scritto da: Matt Ward

### Trama
Dopo che la storia tra il dottor Sands e Veronica è stata resa pubblica, Mike ha cacciato di casa Veronica che, per forza di cose, è dovuta tornare a casa dei genitori. Intanto, Sonia al lavoro incontra una sua ex "rivale" del liceo scoprendo però, sua fortuna, che la sua vita non è poi così male. Mentre ognuno è costretto ad affrontare i propri problemi, la vita di Cloe sembra andare per la meglio e anche la sua storia con il pompiere va a gonfie vele. Nel mentre, di nascosto agli altri, il dottor Sands e la dottoressa Jelani continuano la loro storia.

## In guerra contro la morte
- Titolo originale: I'm Not That Kind of Girl
- Diretto da: Mike Listo
- Scritto da: Veronica Becker e Sarah Kucserka

### Trama
Veronica pensa di essere incinta e, in cuor suo, non sa se esserne felice o meno ma vede in ciò una possibilità per riprendere il rapporto con Mike. Intanto, al lavoro, dopo la morte della moglie il dottor Harris decide di intraprendere una lotta contro la morte: fare di tutto per non far morire i pazienti, trovando però molti ostacoli messi dal resto del personale. Sonia si trova di fronte un caso molto delicato: una bellissima ragazza dopo diverse analisi, risulta possedere gli organi riproduttivi maschili, cosa che sciocca sia lei sia, soprattutto, i suoi genitori e, l'unica che cerca ci capirla è proprio Sonia. Cloe intanto, scopre che il suo fidanzato era già sposato, cosa che la sconvolge totalmente.

## Allarme per il Dr. Harris
- Titolo originale: Some of Us Have Been to the Desert
- Diretto da: Duane Clark
- Scritto da: Colleen McGuinness

### Trama
Veronica decide di prendere parte a un gruppo di ascolto per i veterani di guerra che ancora riportano dei traumi, fatto che per lei è aumentato dalla preoccupazione per il padre affetto da Alzheimer. Intanto, durante un giro tra i reparti, il dottor Harris cade, rimanendo paralizzato. Per scoprire cosa lo abbia reso infermo, Cloe viene obbligata a seguirlo ma, dalle analisi risulta che il dottor Harris clinicamente stia bene. Sonia viene mandata in ostetricia dove ha a che fare con una giovane mamma che, solo dopo il parto si rende conto di non poter abbandonare il suo bambino. La famiglia pronta ad adottare il bimbo, rimane sconvolta da ciò ma la ragazza, quando si rende conto che non è in grado di crescere da sola un bambino, decide di darlo in adozione a quella famiglia.

## La malattia dell'anima
- Titolo originale: I Saw This Pig and I Thought of You
- Diretto da: Ed Bianchi
- Scritto da: Nichelle Tramble Spellman

### Trama
Veronica si trova di fronte un paziente con una forte crisi religiosa che terminerà solo quando scoprirà che sua moglie è incinta. Intanto, durante una festa, Veronica vede Mike con un'altra donna, cosa che la sconvolge notevolmente. Intanto al lavoro, Sonia cerca di aiutare madre e figlia rimaste ferite in un incidente: la madre però muore e la figlia rimane sola. Dalle varie ricerche per scoprire se la bambina abbia qualche altro parente, si scopre che quella bambina venne rapita dalle madre morta alla sua vera famiglia ben sei anni prima. Cloe si trova invece alle prese con una famiglia non molto unita che si trova a discutere sulla sorte del padre. Intanto, finito il turno, Veronica scopre che quella donna con Mike era una possibile acquirente per la loro casa che Mike vuole vendere. Sconvolta dalla cosa, Veronica decide di andare comunque da Mike per dargli il suo regalo di compleanno, cosa che sembra riavvicinarli.

## Proposta di matrimonio
- Titolo originale: We're All Adults
- Diretto da: Darnell Martin
- Scritto da: Dan Dworkin e Jay Beattie

### Trama
Al Mercy arrivano due adolescenti, con un rapporto alquanto promiscuo, che vengono assegnate a Veronica: le due ragazze sono affette da meningite virale e, per evitare ulteriori contatti, viene convocato il ragazzo di una delle due che, a quanto pare, ha una relazione anche con l'altra. Il triangolo amoroso dei tre adolescenti viene paragonato al triangolo amoroso che vede protagonisti Veronica, il dottor Sands e la dottoressa Jillian. Intanto, Cloe si trova alle prese con una paziente che sembra avere una semplice influenza che in realtà si rivela essere qualcosa di molto più grave. La donna, in preda al panico non sa come fare per il matrimonio e il marito le propone di sposarsi lì in ospedale, desiderio che viene esaudito da Cloe. Nel mentre, Sonia si trova a combattere con un uomo che, dopo il trapianto della mano, vuole amputarla di nuovo avendo scoperto un passato oscuro del donatore della mano. Al Mercy Hospital intanto, arriva Simone, la sorella del dottor Sands che, per casualità incontra Mike, con il quale sembra scattare un certo feeling.

## Il risveglio
- Titolo originale: Wake Up, Bill
- Diretto da: Gloria Munzio
- Scritto da: Peter Elkoff

### Trama
Cloe collabora con il dottor Harris per curare una donna che ha il cancro. La donna però, fa giurare a Cloe di non far entrare il marito nella sua stanza nel momento in cui la sua situazione fosse peggiorata. La donna, dopo una complicanza, entra in coma e il marito vorrebbe vederla ma Cloe glielo impedisce. Solo quando la donna sta per morire Cloe infrangerà la promessa e permetterà all'uomo di entrare. Intanto, arriva un reparto Bill, un uomo in coma da ben dieci anni. Proprio mentre Sonia e Veronica stanno uscendo dalla sua stanza, l'uomo si sveglia, lasciando increduli tutti. L'uomo, dopo aver appreso in parte ciò che è successo in quei suoi dieci anni di assenza, parla del suo grande amore che viene contattato da Veronica. La forza d'animo dell'uomo spinge Veronica a dichiararsi con il dottor Sands. Sonia intanto, decide insieme a Nick di andare a convivere ma, per mantenere la nuova casa, è costretta ad occuparsi anche privatamente, di una paziente conosciuta in ospedale.

## Il nuovo primario
- Titolo originale: Can We Talk About the Gigantic Elephant in the Ambulance?
- Diretto da: Seith Mann
- Scritto da: Toni Graphi e Matt Ward

### Trama
Veronica e Cloe stanno discutendo della giornata quando improvvisamente si avvicina loro un dottore nuovo pretendendo di avere la password del computer. Le due ragazze gliela negano e tra i tre, ma specialmente tra Veronica e il dottore si crea una discussione fino a quando non si scopre che quel dottore è il nuovo primario: il dottor Joe Briggs, che non perde tempo e comincia a stilare la sua lista nera dei collaboratori. Poco dopo, Veronica si ritrova a lavorare con il dottor Sands su un caso al limite delle possibilità umane, cosa che li ravvicina tanto fino a baciarsi. Cloe si trova in una situazione spiacevole con il marito della sua paziente morta il quale non vuole lasciare l'ospedale mentre Sonia continua con il suo lavoro privato che, nonostante i problemi quotidiani con la donna, le dà nuovi stimoli e soddisfazioni.

## Sola con la paura
- Titolo originale: I Have a Date
- Diretto da: Rick Wallace
- Scritto da: Liz Heldens, Veronica Becker e Sarah Kucserka

### Trama
Veronica incontra Jillian in ascensore che sta piangendo e cerca di darle conforto confessandole che quel bacio non ha significato niente per Chris. La donna, sconvolta dalla cosa le dice che non sapeva nulla del bacio e così, infuriata, va da Chris il quale è così costretto a confessare. Ora, finalmente, Veronica e il suo dottor Sands possono finalmente tornare insieme e i due si danno il primo appuntamento, proprio il giorno di San Valentino. Intanto, dopo altri malintesi, il dottor Briggs decide di mandare Cloe e Angel al pronto soccorso: qui, dopo un inizio disastroso, Cloe scopre un nuovo mondo che la carica a tal punto da non riuscire a smettere di parlare ed essere euforica. Sonia intanto, comincia a riflettere sulla sua relazione con Nick capendo che troppe cose non le stanno bene. La sera, Cloe va al pub che Mike ha deciso di comprare con Angel e il dottor Harris dove, presa ancora dall'euforia del lavoro beve un po' troppo e flirta con un ragazzo; sempre allo stesso pub, il dottor Briggs si ritrova con Jillian; Sonia è con Nick per cercare di festeggiare almeno San Valentino visto che da quando convivono le cose non vanno come si aspettava ma, un contrattempo fa perdere loro la prenotazione al ristorante, cosa che li fa discutere. Stanca, Sonia torna al lavoro dove trova Paul, il figlio della sua paziente a domicilio che è rimasto lì per la notte per stare con sua madre. I due, dopo un breve scambio di opinioni, si ritrovano vittime dell'attrazione che c'è tra loro e della passione. Per Veronica è finalmente arrivato il grande momento del suo appuntamento con Chris e, dopo aver ritirato il vestito in tintoria, si ferma in un bar per prepararsi. Qui però, rimane bloccata come ostaggio mentre Chris la sta aspettando al ristorante e non riesce a rintracciarla né al telefono né da nessun'altra parte. Veronica intanto si trova costretta a soccorrere una ragazza che però non ce la fa e muore. Veronica, sconvolta, viene spinta dal rapitore e, trovata una pistola sotto il bancone, spara uccidendo il ragazzo. Sotto shock, Veronica chiama la polizia e se ne va.

## Una voce dentro
- Titolo originale: I Did Kill You, Didn't I?
- Diretto da: Phil Abraham
- Scritto da: Dan Dworkin e Jay Beattie

### Trama
Al Mercy, il dottor Sands cerca di scoprire se qualcuno ha avuto notizie di Veronica quando arriva Mike che lo informa dell'accaduto. Scossi, cominciano le ricerche della donna che, dopo essersi addormentata in macchina, comincia ad avere delle visioni: accanto a sé, vede il ragazzo che ha ucciso. Sconvolta ancora per tutto, Veronica va con il suo "nuovo amico" in un bar dove comincia a bere. Al Mercy intanto, Sonia si risveglia dopo aver passato la notte con Paul e si rende conto di aver fatto uno sbaglio. Intanto Cloe si reca al pronto soccorso dove deve far fronte a un'emergenza: una bomba è scoppiata su un pullman causando numerosi feriti. Tutti si mobilitano per salvare più vite possibili quando il dottor Sands riceve una chiamata che capisce essere di Veronica. Allarmato avverte Mike che subito si precipita sul posto. Intanto, dopo un diverbio, il dottor Sands preferisce operare il suo paziente, che si è scoperto essere stato lui a innescare la bomba, piuttosto che un paziente del dottor Biggs. Le operazioni sembrano essere andate bene quando però il ragazzo operato da Joe Biggs sembra aver perso la mobilità alle gambe, che però riprenderà dopo. Per Sonia intanto, nascono nuovi problemi con Nick che scopre del suo tradimento. Mike riesce a raggiungere Veronica che, non appena lo vede, abbandona l'idea di scappare da lì per tornare alla normalità.

## La scelta di Lauren
- Titolo originale: I'm Fine
- Diretto da: David Straiton
- Scritto da: Gretchen J. Berg e Aaron Harberts

### Trama
Veronica è tornata a casa ma, nonostante i giorni di ferie, preferisce tornare al lavoro e, proprio qui, capisce di amare veramente Chris. Sonia intanto, è a casa della mamma di Paul per assisterla quando scopre che la donna vuole suicidarsi. Cloe invece, è in pronto soccorso quando viene coinvolta dal dottor Briggs per un suo lavoro privato. Intanto Veronica si occupa di una ragazzina di undici anni che si scopre abbia la gonorrea, spiegata successivamente con dei rapporti con dei ragazzi più grandi. Poco dopo però, Veronica scopre la bambina che si sta auto-lesionando e, mentre le due parlano, la bambina le fa una confessione. Su tutte le furie, Veronica va dalla mamma della bambina e la picchia a sangue in quanto ha scoperto che è la mamma a far prostituire la figlia. Su tutte le furie, il dottor Harris risolve la questione e manda a casa Veronica. Cloe intanto viene portata dal dottor Briggs in un locale VIP dove prestano assistenza a un mafioso. Dopo aver concluso, Cloe scopre che Joe ha dei problemi con loro e prova a dare sostegno al dottore, che però lo rifiuta. Sonia intanto, a casa della donna, è costretta a lasciarla sola e a lasciarla morire, nonostante il dolore che provocherà a lei e a Paul. Veronica arrivata a casa, si scopre sempre più innamorata di Chris che ha cucinato solo per lei.

## Un aiuto per Veronica
- Titolo originale: "There is No Room For You on My Ass"
- Diretto da: Andrew Bernstein
- Scritto da: Peter Elkoff e Colleen McGuinness

### Trama
Veronica cerca di curare una ragazza anoressica la quale però, dopo aver finto di voler guarire, tenta il suicidio. È intanto la festa di San Patrizio e Veronica, irlandese di origine, festeggia con la sua famiglia che invita anche Chris. Durante la festa, Veronica esagera con l'alcool e l'indomani, tutti concordano sul consigliare una terapia psicologica a Veronica. Al Mercy intanto, Cloe cerca di aiutare il dottor Briggs con un suo paziente, non riuscendo però a far piegare il suo orgoglio ma riuscendo a fargli raccontare perché ha scelto di diventare un medico. Sonia invece, si rende conto di aver sbagliato con Nick ma, allo stesso tempo, non riesce a togliersi di dosso il senso di colpa per la morte di Lauren.

## La verità fa schifo!
- Titolo originale: Of Course I'm Not
- Diretto da: Wendey Stanzler
- Scritto da: Matt Ward (sceneggiatura); Jeff Drayer (soggetto)

### Trama
Veronica acconsente di affrontare delle sedute dalla psicologa durante le quali però ancora non riesce a sbloccarsi. Inoltre, la sua psicologa, le fa combattere una guerra contro l'alcool cosa che, durante una discussione con Chris, le fa confessare di non volere una relazione seria. Al Mercy intanto, Angel a che fare con una paziente anziana con qualche disturbo neurologico che lo fa uscire di testa; Cloe assiste il dottor Harris nel curare un giovane giocatore di football che, una volta uscito dall'ospedale, le chiede di uscire. Sonia si trova di fronte una coppia di amici che, per cercare di salvare la relazione di uno dei due, ha rubato due pinguini. Dopo aver curato il ragazzo, Sonia va da Nick confessandole il suo amore ma l'uomo, rifiuta ancora le scuse di Sonia.

## Superwoman non esiste
- Titolo originale: There is No Superwoman
- Diretto da: Gloria Muzio
- Scritto da: Toni Graphia e Nichelle Tramble Spellman

### Trama
Veronica dopo aver rotto con Chris, passa una serata con Cloe e Sonia. La piccola Cloe ha un appuntamento con il suo giocatore di football e porta con sé le amiche: le tre si ritrovano in una festa della squadra del ragazzo, cosa che fa ricredere Cloe. Uscite dalla festa, le tre decidono di continuare la loro serata ma in un supermarket Veronica ha un attacco psicotico che la convince a continuare le sedute con la dottoressa Cabe. L'indomani in ospedale, Cloe lascia il suo nuovo ragazzo tramite sms ma il ragazzo, allibito per la cosa, va in ospedale dove viene coinvolto dalla stessa Cloe in un caso: i due si recano a casa di una donna potenzialmente molto malata. Giunti qui, Cloe riesce a salvarla e a ricredersi: decide allora di dare un'altra apportunità a Andy. Sonia invece, nella "tranquillità" del suo turno, si imbatte in un uomo che si presenta come agente assicurativo: lui e la sua agenzia si stanno occupando della morte di Lauren che risulta molto sospetta. Il dottor Harris poi, conferma a Sonia che dall'autopsia risultano dei dati sconcertanti riguardo alla morte della donna e, a creare ancora più paure in Sonia, interviene Paul che accusa la ragazza della morte della madre.

## Lo spacciatore
- Titolo originale: "We All Saw This Coming"
- Diretto da: David Straiton
- Scritto da: Veronica Becker e Sarah Kucserka

### Trama
Al Mercy vengono portati numerosi prigionieri dopo una brutta rissa avvenuta in carcere e così tutti gli infermieri e i dottori si occupano di loro. Veronica cura un ragazzo finito in carcere per aver investito madre e figlia che però era vicino al rilascio. Le cure per lui sembrano andare per il meglio quando però riesce a scappare dopo aver confessato di aver ingerito delle bustine di anfetamina. Le complicazioni dovute alla sua azione sono innumerevoli tanto da portarlo alla morte, morte che causa numerosi problemi tra Chris e Veronica che riesce, finalmente, a dirgli tutto ciò che pensa. Sonia si occupa di un uomo che, pentito, ora ha molta paura a tornare in prigione e, intanto, dopo essersi informata riguardo a quanto potrebbe accaderle dato il suo aiuto nella morte di Lauren, spaventata, confessa tutto a Nick che però, essendo un poliziotto non può aiutarla e finge di non aver ascoltato. Cloe si occupa invece di Andy che ha avuto dei problemi ma, dalle analisi, risulta troppo tardi per intervenire. Intanto, assiste a una mossa azzardata del dottor Briggs che dopo aver incontrato il boss Damiano, ha deciso di non sottostare alle sue accuse.

## Contro il parere
- Titolo originale: Too Much Attitude and Not Enough Underwear
- Diretto da: Timothy Busfield
- Scritto da: Peter Elkoff e Joe Sachs

### Trama
Veronica chiede a Sonia di accompagnarla in ospedale ma, arrivate alla macchina la trovano distrutta: è Paul, il figlio di Lauren che continua a perseguitarla. Impaurita da ciò, Veronica chiede aiuto a Nick che, nonostante tutto, accetta di aiutare Sonia e le dice che in tribunale non dovrà fare altro che confermare la sua versione dei fatti.
Al Mercy, Veronica e Chris trovano il loro capo in Iraq che ha un problema di salute che viene curato dai due. Durante la permanenza in ospedale, i tre si ritrovano a ricordare tutte le cose avvenute in Iraq, belle e brutte, che chiede al dottor Sands di tornare in Iraq.
Cloe intanto, prosegue la sua storia con Andy ma, quando nota un brutto ematoma sul corpo del ragazzo, da brava infermiera chiama il suo coach e scopre che, nonostante gli avvertimenti, Andy continua gli allenamenti.
In ospedale arriva una vecchia amica di Angel, la moglie dell'uomo che il dottor Briggs avrebbe dovuto uccidere per Damiano: la donna è stata infatti picchiata a morte dalla mafia per colpire il marito. Nonostante le cure offertele, la donna muore e il dottor Briggs decide di recarsi da Damiano per chiarire una volta per tutte la situazione e, solo grazie l'intervento della sua ex nonché figlia del boss, riesce a raggiungere un compromesso.
La sera, sono tutti al pub per rilassarsi quando arriva Andy che furioso urla contro Cloe per quanto ha fatto. Interviene allora il dottor Briggs a dividerli ma, mentre indietreggia, Andy inciampa perdendo i sensi.

## Una nuova vita
- Titolo originale: That Crazy Bitch was Right
- Diretto da: Andrew Bernstein
- Scritto da: Liz Heldens e Colleen McGuinness

### Trama
Veronica va con Mike a guardare un monolocale cosa che però, come dirà poi alla psicologa, la spaventa molto. Uscita dallo studio dopo la sua solita seduta però, vede una poltrona che la convince a prendere quel monolocale per farne la sua casa. Mentre sta per tornare a casa, viene chiamata però da un ragazzino, Jona, che chiede il suo aiuto. Veronica si precipita e lì trova con Jona, Patrick, un altro ragazzino, che si è rotto la gamba. Dopo avergli fatto una steccatura con mezzo fortuiti, i tre stanno per uscire quando il pavimento sotto di loro crolla. Solo la chiamata di Mike riuscirà a metterli in contatto con il mondo esterno. Sul luogo si precipitano pompieri e ambulanze, guidate dal dottor Sands che, tramite il telefono, riesce a dare indicazioni a Veronica per amputare il braccio a Patrick. L'"operazione" va per il meglio e i tre sono finalmente fuori dopo attimi di terrore. Appena fuori, Veronica abbraccia Mike, lasciando in disparte Chris.
Al Mercy intanto, Sonia ha a che fare con una donna che, essendo sensitiva, si è autodiagnosticata un imminente infarto e che, per un caso fortuito si è quasi avverato, tanto da portare a un ricovero della stessa donna.
Cloe invece, grazie anche l'appoggio del dottor Briggs riesce a far fare una craniotomia ad Andy che, inizialmente, ha esiti positivi per poi avere delle brutte conseguenze che portano alla morte del ragazzo. Costretta a doverlo dire ai genitori di Andy, Cloe, disperata, prende parte alle operazioni per esportare gli organi di Andy e la sera, al bar, trova l'appoggio e il conforto di Joe tanto che i due, finiscono per baciarsi.
La stessa sera sempre al pub, Sonia ritrova Nick ora deciso a perdonarla.
Veronica, tornata in ospedale per vedere le condizioni dei suoi due piccoli amici, viene a sapere che Chris è partito per l'Afghanistan senza dirle niente, cosa che la sconvolge radicalmente.
L'indomani, al Mercy, Cloe va a parlare con Joe ma nel suo ufficio trova la figlia del boss che, comunica alla ragazza, di essere la fidanzata di Joe, mostrandole l'anello. Stupita dalla cosa, Cloe se ne va e informa Angel di volersi iscrivere a medicina per diventare medico.
Veronica sta facendo il trasloco quando riceve la chiamata di Mike che la sta andando a trovare. Il ragazzo, sulla strada verso casa di Veronica, vede un'auto ferma con una donna accanto e, preoccupato, scende per chiedere se serve aiuto ma, mentre sta avendo una discussione con l'uomo della donna, si vede urlare quest'ultima a Mike di stare attento. In contemporanea, al pub il TG manda una notizia flash: in Afghanistan è stato fatto un attentato ai danni del volo sbarcato da New York, quello di Chris, e si contano numerosi morti, feriti e dispersi, notizia alla quale assistono impotenti Cloe ed Angel. In quel momento, Veronica si sta rilassando nella vasca da bagno e non si cura del telefono che squilla.